# Wedge Tomb von Killough Ost
Das Wedge Tomb von Killough Ost befindet sich im gleichnamigen Townland (irisch Cill Achaidh Thoir oder Cill Achaidh – deutsch „Feldkirche“) bei Cahermore im äußersten Westen der Beara-Halbinsel des County Cork in Irland.
Es liegt an einem Hügel auf einer Wiese westlich der R572 (Dursey Island Road) und ist mittels Zauntritt zugänglich. Wedge Tombs (deutsch „Keilgräber“), früher auch „wedge-shaped gallery grave“ genannt, sind ganglose, mehrheitlich ungegliederte Megalithanlagen der späten Jungsteinzeit und der frühen Bronzezeit.

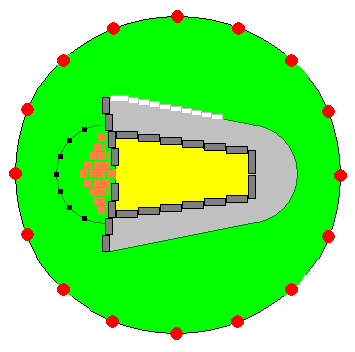
Prinzipskizze Wedge Tomb am Beispiel von Island

Killough Ost ist ein typisches, etwas verstürztes Wedge Tomb. Die massive Deckplatte ist massiv (2,7 m lang und 1,7 m breit). Alle Spuren der äußeren Stabilisierung der Kammer fehlen und das Innere ist mit Lesesteinen gefüllt.